# Pałac w Aleksandrii
Pałac w Aleksandrii – wzniesiony w XVIII w. na cześć żony Franciszka Ksawerego Branickiego Aleksandry Engelhardt w Aleksandrii, obecnie części Białej Cerkwi.

## Opis
Pałac letni w latach 1793–1797 został otoczony parkiem, który przekształcano do ok. 1850. Rezydencja wraz z otoczeniem należała do polskiego rodu Branickich do wybuchu rewolucji bolszewickiej, obecnie ów park jest jednym z najstarszych na Ukrainie. Od czasu powstania Ukraińskiej Socjalistycznej Republiki Radzieckiej zespół pałacowo-parkowy zaczął popadać w ruinę. Obecnie na jego terenie znajduje się Park Dendrologiczny Państwowego Ogrodu Botanicznego Narodowej Akademii Nauk Ukrainy, który zajmuje powierzchnię 297 hektarów i stanowi zarówno największy park dendrologiczny, jak i posiadający największą kolekcję roślin na terenie Ukrainy.